# Oxylabis
Oxylabis is een geslacht van vliesvleugelige insecten uit de familie Diapriidae.

## Soorten
- O. armata (Haliday, 1831)
- O. jurini (Nees, 1834)
- O. picipes (Nees, 1834)
- O. strandi Kieffer, 1912
- O. tuberculata Kieffer, 1907